# Superligaen 2011/2012
Superligaen 2011/2012 var den 22:a säsongen av Superligaen, anordnad av DBU för att kora danska mästare i fotboll. Serien spelades mellan 16 juli 2011 och 25 maj 2012, och avslutades med full omgång, däremellan hölls även ett vinteruppehåll. Titelförsvarare var FC Köpenhamn med segrar de tre föregående säsongerna. Tack vare att Danmark klättrat till plats 12 i UEFA:s ranking fick vinnaren av Superligaen en direktplats till Champions League och tvåan en kvalplats.

## Lag
Randers och Esbjerg flyttades ner från Superligaen efter säsongen 2011/2012 efter fem respektive tio säsonger i ligan. AGF och HB Køge flyttades upp till Superligaen och ersatte de nerflyttade lagen. Båda lagen hade bara haft en säsong i andradivisionen sedan senaste säsongen i Superligaen.

### Lag och kapacitet
| Lag             | Ort       | Arena                    | Kapacitet | Resultat 2010/11 |
| --------------- | --------- | ------------------------ | --------- | ---------------- |
| Aalborg BK      | Aalborg   | Energi Nord Arena        | 13797     | 10               |
| AC Horsens      | Horsens   | CASA Arena Horsens       | 10400     | 9                |
| AGF             | Aarhus    | NRGi Park                | 20032     | uppflyttad       |
| Brøndby IF      | Brøndby   | Brøndby Stadium          | 29000     | 3                |
| FC Köpenhamn    | Köpenhamn | Parken                   | 38065     | 1                |
| FC Midtjylland  | Herning   | MCH Arena                | 11800     | 4                |
| FC Nordsjælland | Farum     | Farum Park               | 9900      | 6                |
| HB Køge         | Herfølge  | SEAS-NVE Park            | 8000      | uppflyttad       |
| Lyngby BK       | Lyngby    | Lyngby Stadion           | 8000      | 8                |
| OB              | Odense    | TRE-FOR Park             | 15633     | 2                |
| Silkeborg IF    | Silkeborg | Mascot Park              | 10000     | 5                |
| SønderjyskE     | Haderslev | Haderslev Fodboldstadion | 10000     | 7                |

### Lagledning och sponsorer
| Lag             | Tränare              | Kapten                    | Tröjsponsor             |
| --------------- | -------------------- | ------------------------- | ----------------------- |
| Aalborg BK      | Kent Nielsen         | Thomas Augustinussen      | Spar Nord               |
| AC Horsens      | Johnny Mølby         | Niels Lodberg             | Telia Stofa             |
| AGF             | Peter Sørensen       | Steffen Rasmussen         | YouSee                  |
| Brøndby IF      | Aurelijus Skarbalius | Clarence Goodson          | Unicef                  |
| FC Köpenhamn    | Carsten V. Jensen    | Mathias ”Zanka” Jørgensen | Carlsberg               |
| FC Midtjylland  | Glen Riddersholm     | Kristian Bak Nielsen      | SPAR                    |
| FC Nordsjælland | Kasper Hjulmand      | Nikolai Stokholm          | Arbejdernes Landsbank   |
| HB Køge         | Tommy Møller Nielsen | Thomas G. Christensen     | SEAS-NVE                |
| Lyngby BK       | Niels Frederiksen    | Mathias Tauber            | J. Jensen A/S           |
| OB              | Poul Hansen          | Anders Møller Christensen | Carlsberg               |
| Silkeborg IF    | Troels Bech          | Henrik Pedersen           | Mascot International    |
| SønderjyskE     | Lars Søndergaard     | Michael Larsen            | Frøs Herreds Sparekasse |

### Tränarförändringar
| Lag             | Tränare som slutar   | Anledninge            | Datum           | Ersättare               | Datum           | Position i ligan |
| --------------- | -------------------- | --------------------- | --------------- | ----------------------- | --------------- | ---------------- |
| SønderjyskE     | Michael Hemmingsen   | Värvad av Randers FC  | 29 maj 2011     | Lars Søndergaard        | 9 juni 2011     | försäsongen      |
| FC Köpenhamn    | Ståle Solbakken      | Slut på kontraktet    | 31 maj 2011     | Roland Nilsson          | 1 juni 2011     | försäsong        |
| FC Nordsjælland | Morten Wieghorst     | Värvad av Danmark U21 | 30 juni 2011    | Kasper Hjulmand         | 1 juli 2011     | Försäsong        |
| Brøndby IF      | Henrik Jensen        | Avskedad              | 24 oktober 2011 | Aurelijus Skarbalius    | 24 oktober 2011 | 10th             |
| HB Køge         | Aurelijus Skarbalius | Värvad av Brøndby IF  | 24 oktober 2011 | Tommy Møller Nielsen    | 24 oktober 2011 | 12:a             |
| FC Köpenhamn    | Roland Nilsson       | Avskedad              | 9 januari 2012  | Carsten V. Jensen       | 9 januari 2012  | 1:a              |
| Odense Boldklub | Henrik Clausen       | Avskedad              | 26 mars 2012    | Poul Hansen (caretaker) | 26 mars 2012    | 9:a              |

## Resultat

### Poängtabell
| Nr | Lag               | S  | V  | O  | F  | GM | IM | MS  | P  |
| -- | ----------------- | -- | -- | -- | -- | -- | -- | --- | -- |
| 1  | FC Nordsjælland   | 33 | 21 | 5  | 7  | 49 | 22 | +27 | 68 |
| 2  | FC Köpenhamn (RM) | 33 | 19 | 9  | 5  | 55 | 26 | +29 | 66 |
| 3  | FC Midtjylland    | 33 | 17 | 7  | 9  | 50 | 40 | +10 | 58 |
| 4  | AC Horsens        | 33 | 17 | 6  | 10 | 53 | 39 | +14 | 57 |
| 5  | AGF (U)           | 33 | 12 | 12 | 9  | 47 | 40 | +7  | 48 |
| 6  | SønderjyskE       | 33 | 11 | 11 | 11 | 48 | 51 | −3  | 44 |
| 7  | AaB               | 33 | 12 | 8  | 13 | 42 | 48 | −6  | 44 |
| 8  | Silkeborg IF      | 33 | 11 | 10 | 12 | 51 | 47 | +4  | 43 |
| 9  | Brøndby IF        | 33 | 9  | 9  | 15 | 35 | 46 | −11 | 36 |
| 10 | Odense BK         | 33 | 8  | 10 | 15 | 46 | 50 | −4  | 34 |
| 11 | Lyngby BK         | 33 | 8  | 4  | 21 | 32 | 60 | −28 | 28 |
| 12 | HB Køge (U)       | 33 | 4  | 7  | 22 | 32 | 71 | −39 | 19 |

### Resultattabell
| Hemma \ Borta   | ACH | AGF | BIF | FCK | FCM | FCN | HBK | LBK | OB  | SIF | SØN | AAB | ACH | AGF | BIF | FCK | FCM | FCN | HBK | LBK | OB  | SIF | SØN | AAB |
| --------------- | --- | --- | --- | --- | --- | --- | --- | --- | --- | --- | --- | --- | --- | --- | --- | --- | --- | --- | --- | --- | --- | --- | --- | --- |
| AC Horsens      |     | 0–3 | 2–0 | 0–1 | 2–1 | 0–2 | 3–0 | 0–0 | 4–3 | 1–1 | 5–0 | 3–3 |     | 3–1 |     | 2–0 |     |     |     | 2–1 | 0–1 |     |     | 1–0 |
| AGF             | 1–3 |     | 0–0 | 0–0 | 4–2 | 1–0 | 2–0 | 2–1 | 2–2 | 0–2 | 1–3 | 1–1 |     |     | 5–1 |     | 0–2 | 1–1 |     | 2–1 | 0–0 |     |     |     |
| Brøndby IF      | 1–4 | 0–0 |     | 1–2 | 0–2 | 0–1 | 5–0 | 1–0 | 1–0 | 3–2 | 2–2 | 2–2 | 0–1 |     |     | 2–1 |     |     | 1–1 | 2–1 |     |     | 1–0 | 1–1 |
| FC Köpenhamn    | 2–1 | 1–1 | 3–1 |     | 2–0 | 2–0 | 2–1 | 3–0 | 2–2 | 2–1 | 2–0 | 2–0 |     | 0–0 |     |     | 0–0 | 1–3 |     |     | 1–1 | 2–1 |     | 3–0 |
| FC Midtjylland  | 1–0 | 1–0 | 2–1 | 1–0 |     | 2–1 | 2–1 | 2–1 | 2–0 | 1–2 | 2–0 | 1–3 | 4–1 | 0–2 |     |     |     | 1–1 |     | 1–2 |     | 2–2 |     |     |
| FC Nordsjælland | 1–1 | 5–3 | 2–0 | 1–0 | 0–0 |     | 2–0 | 4–0 | 0–0 | 2–1 | 1–0 | 1–0 | 3–0 |     | 1–2 |     |     |     | 2–0 | 0–1 |     | 2–1 | 2–0 |     |
| HB Køge         | 2–1 | 0–2 | 1–1 | 2–4 | 2–3 | 0–2 |     | 1–4 | 1–1 | 3–0 | 1–3 | 1–4 |     | 1–3 |     | 0–5 | 1–1 |     |     |     |     | 1–3 |     | 1–1 |
| Lyngby BK       | 1–1 | 1–1 | 1–0 | 0–1 | 1–2 | 0–2 | 3–1 |     | 1–0 | 0–2 | 0–1 | 3–2 | 1–2 |     |     | 1–3 |     |     | 2–2 |     |     | 2–3 | 0–4 |     |
| Odense BK       | 0–1 | 1–2 | 2–1 | 1–3 | 1–4 | 2–0 | 2–1 | 3–1 |     | 2–2 | 2–4 | 1–2 |     |     | 0–0 |     | 2–3 | 0–1 | 2–4 | 4–0 |     |     | 1–1 |     |
| Silkeborg IF    | 1–1 | 1–1 | 0–1 | 0–0 | 4–1 | 1–2 | 0–1 | 3–0 | 1–3 |     | 1–1 | 1–1 | 0–1 | 2–1 | 2–1 |     |     |     |     |     | 1–1 |     | 1–1 | 4–2 |
| SønderjyskE     | 1–3 | 3–1 | 3–3 | 0–2 | 2–2 | 1–0 | 0–0 | 3–1 | 0–4 | 2–4 |     | 0–0 | 1–4 | 1–1 |     |     |     |     | 2–1 |     |     |     |     | 5–0 |
| AaB             | 2–0 | 2–1 | 1–0 | 1–1 | 1–0 | 1–2 | 1–0 | 1–2 | 2–1 | 3–1 | 1–2 |     |     | 0–2 |     |     | 1–2 | 0–2 |     | 1–0 | 2–1 |     |     |     |